# Мельникова Валентина Дмитрівна
Валентина Дмитрівна Мельникова ((28 лютого 1946 , Москва )) — російський правозахисник і політик, член громадської ради при Міноборони РФ, відповідальний секретар Союзу комітетів солдатських матерів Росії.
У 2005—2012 роках — співголова партії "Партії народної свободи ", з 2012 року член бюро федеральної політичної ради партії. Раніше — лідер Єдиної народної партії солдатських матерів.
У 2011 році посіла 22 місце в рейтингу «100 найвпливовіших жінок Росії».

## Біографія
Народилася 28 лютого 1946 року у Москві. Закінчила Московський державний університет ім. М. Ломоносова, геологічний факультет.
Працювала інженером в Інституті геохімії та аналітичної хімії імені В. І. Вернадського, Всесоюзному інституті мінеральної сировини, на кафедрі геохімії в МДУ імені М. В. Ломоносова.
З 1989 року вела правозахисну та просвітницьку роботу у Всесоюзному комітеті солдатських матерів, потім — у комітеті солдатських матерів Росії, стала прес-секретарем організації.
З 1990 по 1995 рік — співзасновник та заступник директора малого підприємства «Хронос» з виробництва приладів рентгенівського контролю, що не руйнує.
У 1998 році стала ініціатором заснування загальноросійської асоціації "Союз комітетів солдатських матерів Росії ", обрана відповідальним секретарем Союзу.
У листопаді 2004 року на установчому з'їзді обрано головою Єдиної народної партії солдатських матерів.
Станом на 2011 рік є членом громадської ради при Міністерстві оборони РФ, голова комісії з питань військової дисципліни, гуманізації військової служби. Станом на 28 жовтня 2014 року входить до комісії з комплектування військ (сил) військовослужбовцями за призовом та за контрактом.
Після об'єднання «Партії солдатських матерів» із "Республіканською партією Росії " обрана на з'їзді у грудні 2005 року співголовою «Республіканської партії», якою була до 2012 року.
З 2012 року член бюро федеральної політичної ради партії "Республіканська партія Росії — Партія народної свободи ".
В даний час проживає в Москві та в Хемніці, Німеччина.